# Let South African Airways 201
Let South African Airways 201 byl let společnosti South African Airways spojující Letiště Heathrow v Londýně a Johannesburg s mezipřistáními v Římě a Káhiře. Dne 8. dubna 1954 se dopravní letoun de Havilland Comet 1, který měl jihoafrický dopravce pronajatý od aerolinky British Overseas Airways Corporation (BOAC), na této lince během letu nad Tyrhénským mořem rozpadl ve vzduchu vlivem explozivní dekomprese způsobené únavou materiálu. Při nehodě zemřelo všech 21 osob na palubě.

## Historie

### Letoun a posádka
Nehoda postihla dopravní letoun de Havilland Comet 1 (registrace G-ALYY). Stroj měl nalétáno 2704 hodin. Byla to první sériově vyráběná verze toho typu. Vizuálně je rozpoznatelná podle obdelníkových okének pro cestující. V lednu 1954 byl tento letoun uzemněn kvůli zřícení letounu Comet (G-ALYP) letu BOAC 781 u ostrova Elba. Uzemnění a další kroky se týkaly všech letounů tohoto typu. Comet (G-ALYY) následně prošel zvláštní kontrolou, úpravami a zkušebními testy. Do provozu byl vrácen 24. února 1954 a k přepravě pasažérů se vrátil 23. března 1954.
Při posledním letu bylo na palubě čtrnáct pasažérů a sedm členů posádky. Velitelem letounu byl Wilhelm Karel Mostert, v kokpitu byl druhý pilot Barent Jacobus Grove, navigátor Albert Escourt Sissing, radista Bertram Ernest Webstock a letecký inženýr August Ranwald Lagesen. O cestující se starali letuška Pamela Lucia Reitz a stevard Steward Jacobus Bruwer Kok.

### Průběh nehody
Dne 7. dubna 1954 letoun přiletěl do Londýna na letiště Řím Ciampino. Ještě téhož dne měl pokračovat do Káhiry k druhému mezipřistání, kvůli poruše se však zdržel do druhého dne. Zpožděn byl o asi 24 hodin. Nakonec odstartoval 8. dubna 1954 v 18:32 UTC. Kolem 18:57 letoun ohlásil, že se nachází nad Neapolí a stoupá do výšky 35 000 stop (10 668 metrů). Poslední komunikace s posádkou proběhla v 19:05 UTC. Letoun hlásil předpokládaný čas příletu do Káhiry. Zanedlouho se letoun ve vzduchu rozpadl a jeho trosky se zřítily do Tyrhénského moře. Stalo se tak přibližně sedmnáct kilometrů západně od obce San Lucido na pobřeží Kalábrie. Druhý den záchranáři poblíž ostrova Stromboli našli na hladině plovoucí trosky. Při nehodě zemřelo všech 21 osob na palubě.

### Vyšetřování
Nehoda letu South African Airways 201 představovala už druhý zničený letoun Comet během tří měsíců. Dne 10. ledna 1954 se ve vzduchu u ostrova Elba rozpadl Comet (G-ALYP) letu BOAC 781, přičemž ani tuto nehodu nikdo nepřežil. Nehoda proto vyvolala rozsáhlé vyšetřování. Britský letecký úřad typu ihned odebral osvědčení letové způsobilosti a všichni uživatelé zastavili jeho provoz. Výrobce De Havilland Aircraft Company zároveň pozastavil výrobu. Vyšetřování ukázalo, že u obou nehod došlo k selhání trupu kvůli únavě materiálu, což způsobilo katastrofickou explozivní dekompresi a rozpad letounů. Souviselo to s tím, že Comet 1 začal být roku 1952 provozován jako první proudový dopravní letoun na světě a ve službě létal výrazně výše a rychleji, než jeho předchůdci.
Britské ministerstvo dopravy a civilního letectví sestavilo komisi na vyšetření příčin katastrof, která pracovala v říjnu a listopadu 1954. Royal Aircraft Establishment ve Farnborough byl pověřen realizací testů téměř nového draku Cometu 1. V roce 1955 se během únavových zkoušek v nádrži s vodou, simulujících opětovné natlakování a přetlakování trupu, se projevila únava materiálu. Trup praskl při simulované životnosti 9000 hodin. Problémy mimo jiné způsobovala poměrně čtvercová okna, která vytvářela vyšší koncentrace napětí, než se předpokládalo. Všechna další osobní letadla již dostala zaoblená okna, aby se zabránilo praskání v rozích. Na vyzvednutých troskách stroje linky BOAC 781 bylo navíc diagnostikováno stejné porušení konstrukce, tentokrát v průchodce antény do trupu. V případě letu South African Airways 201 však vyšetřovatelé nemohli prozkoumat trosky letounu, usuzovaly ale, že příčina byla analogická letu BOAC 781.
Zakázky na Comety byly zrušeny a prodané stroje se vracely zpět výrobci k opravám, nebo sešrotování. Do pravidelného provozu se Comet vrátil až v roce 1958, kdy již nedokázal konkurovat zaváděným dopravním letounům Boeing 707 a Douglas DC-8.